# محمود بكر
محمود بكر (4 يونيو 1944 - 3 فبراير 2016) إعلامي رياضي مصري شهير. وهو أخ العسكري نبيل الوقاد.

## عن حياته
ولد في الاسكندرية وكان عضواً في الاتحاد المصري لكرة القدم. اشتهر عن طريق التعليق الرياضي في بعض من أهم القنوات الرياضة مثل ايه ار تي ومودرن سبورت ودريم.
كان لاعباً متميزاً جداً في النادي الأوليمبي السكندري المصري ومنتخب مصر الوطني بفترة الستينات.وكان يلعب بمركز المدافع. على أيامه استطاع الأوليمبي الفوز بالدوري بعد أن تغلب على الأهلي والزمالك ثم أندية أخرى مثل الإسماعيلي وغزل المحلة والترسانة في عز أمجادهم. لكن للأسف لم يستطع جيله إكمال نهضة الأوليمبي نتيجة نكسة 67 واستدعاء معظم أفراد الفريق بالجيش للتجنيد (و كان هو منهم). وأنهى خدمته بعد ما وصل لرتبة عقيد.
عمل في قطاع الناشئين بالإسكندرية وكان له أثر عميق فأخرج إلينا ناشئين أفذاذ مثل أحمد الكأس وأحمد ساري وطارق العشري. كما توقع نبوغ لاعبين مثل محمد ناجي جدو قبل أن يسمع به الجميع بمدة طويلة.

## العمل بالتعليق الرياضي
الكابتن محمود بكر من أحسن المعلقين المصريين بل والعرب أيضاً. وأشتهر بالتعليق الظريف خارج النص وقفشاته المضحكة بدون تكلف ولا مبالغة. كما تميز بالحياد. وأيضاً تميز أسلوب محمود بكر في التعليق باستغلال خبرته العريضة لتحليل مسار المباراة وشرح بعض التفاصيل الفنية للجمهور أثناء ذلك كخطط اللعب والتكتيكات المستخدمة في التطبيق. ولما كانت لغته سهلة على الجماهير فقد اكتسب شعبية طاغية.

## من أقواله
و للكابتن محمود بكر عبارات خالدة في تاريخ التعليق منها الجملة الشهيرة: «عدالة السماء تنزل على أستاد باليرمو». في إشارة لاستحقاق المصريين لإحراز هدف التعادل أمام هولندا في مباراة كأس العالم 1990. وأيضا: «عذراً للتأخر في نقل المباراة بسبب فاصل الإعلانات.. فالإعلانات هي من يدفع رواتبنا»!!

## وفاته
توفي بالإسكندرية مساء يوم الأربعاء الموافق 3 فبراير عام 2016 عن عمر يناهز 71 عاماً بعد صراع مع المرض في أيامه الأخيرة وإصابته بالفشل الكلوي.